# 黄潭镇 (将乐县)
黄潭镇是中国福建省三明市将乐县下辖的一个镇。

## 行政区划
黄潭镇共辖14个行政村，分别是：
黄潭村、元埕村、祖教村、泰村村、源俚村、洋伯村、吴村村、上峰村、里地村、大言村、将溪村、大坪村、谢地村、西湖村。